# Berta Busquets Segalés
Berta Busquets Segalés (Palau-solità i Plegamans, Vallès Occidental, 31 de juliol de 1995) és una jugadora d'hoquei sobre patins catalana.
Formada a l'Hoquei Club Palau de Plegamans, va debutar en competicions estatals la temporada 2011-12. Amb l'equip vallesà ha aconseguit dues OK Lliga (2014-15 i 2018-19) i un subcampionat de la Copa d'Europa el 2019. A més, va ser escollida millor jugadora de l'OK Lliga de la temporada 2017-18. Internacional amb la selecció espanyola d'hoquei sobre patins des de 2014, ha guanyat tres Campionats del Món (2016, 2017 i 2019, essent escollida MVP de la final) i tres d'Europa (2015 i 2018).
Entre d'altres premis, va rebre el reconeixement institucional de l'Ajuntament de Palau-solità i Plegamans per la seva victòria al Campionat del Món d'hoquei sobre patins de 2019. Abans, l'any 2017, la selecció espanyola va rebre el guardó dels III Premios Mujer, Deporte y Empresa de l'Instituto de la Mujer d'Extremadura.

## Palmarès
Clubs
- 3 Lligues europees d'hoquei sobre patins femenina: 2020-21, 2021-22, 2024-25
- 5 Lligues espanyoles d'hoquei sobre patins femenina: 2014-15, 2018-19, 2020-21, 2021-22, 2023-24
- 1 Lliga catalana d'hoquei sobre patins femenina: 2020-21
- 1 Supercopa espanyola d'hoquei sobre patins femenina: 2021-22
- 1 Copa espanyola d'hoquei sobre patins femenina: 2024

Selecció espanyola
- 3 medalles d'or al Campionat del Món d'hoquei patins femení: 2016, 2017 i 2019
- 3 medalles d'or al Campionat d'Europa d'hoquei patins femení: 2015, 2018 i 2021
- 1 medalla d'argent al Campionat del Món d'hoquei sobre patins femení: 2022

Individual
- Millor jugadora de l'OK Lliga Femenina: 2017-18